# Legatum Institute
Il Legatum Institute è una organizzazione indipendente di Londra, diretta dalla baronessa Philippa Stroud.

## Storia
Legatum è stata fondata da Christopher Chandler.

## Legatum Prosperity Index
L'istituto pubblica il Legatum Prosperity Index annualmente La prima pubblicazione risale al 2007.
L'istituto inoltre elabora il Global People Movements, sulla migrazione.